# Emanuel De Geer (1624–1692)
Emanuel De Geer, född 23 november 1624 i Amsterdam, död 12 juni 1692 i Hamburg, var en svensk friherre och industriman. Han var son till Louis De Geer.

## Biografi
Emanuel De Geer föddes 1626 i Amsterdam. Han var son till Louis De Geer och Adriana Gérard. De Geer arbetade som brukspatron uppbyggde 1676 Tobo masugn i Tegelsmora socken. Han förbättrade Leufsta bruks kyrka. De Geer avled 1692 i Hamburg. Vid sin död testamenterade han Leufsta bruk till sin brorson Charles De Geer.